# Süleymanlı (Kahramanmaraş)
Süleymanlı, ehemals Zeytünfimis (armenisch Զէյթուն Zeyt’un, von arabisch زيتون, DMG zaytūn ‚Olive‘), ist ein früheres Dorf und Zentrum eines Bucak im Landkreis Onikişubat der Provinz Kahramanmaraş im Südosten der Türkei, heute ist es ein Ortsteil der Kreisstadt.

## Geschichte
Ab 1375 war Zeytun zunächst unter Vorherrschaft der Dulkadir, später unter den Osmanen ein armenisches Beylik. Die Einwohner leisteten Widerstand gegen die Massaker an den Armeniern 1894–1896.
Der Name des Ortes wurde bereits in der osmanischen Zeit von Zeytun in Yeni Şehir und dann in Süleymanlı geändert. Süleymanlı wurde nach dem türkischen Major Süleyman benannt, der das Dorf im Jahr 1915 während des Völkermordes an den Armeniern besetzte.

Der ursprüngliche Name in später byzantinischer Zeit lautete Ulnia („mit Oliven“). Der Name Zeytun ist die türkische Schreibweise der arabischen Entsprechung.

## Persönlichkeiten
- Smpad Piurad (1862–1915), armenischer Dichter, Journalist, Romanautor und Verleger